# Montpellier (quận)
Quận Montpellier là một quận của Pháp, nằm ở tỉnh Hérault, ở vùng Occitanie. Quận này có 22 tổng và 93 xã.

## Các đơn vị hành chính

### Các tổng
Các tổng của quận Montpellier là: 
1. Castelnau-le-Lez
2. Castries
3. Claret
4. Frontignan
5. Lattes
6. Lunel
7. Les Matelles
8. Mauguio
9. Mèze
10. Montpellier - Tổng thứ nhất
11. Montpellier - Tổng thứ nhì
12. Montpellier - Tổng thứ ba
13. Montpellier - Tổng thứ tư
14. Montpellier - Tổng thứ năm
15. Montpellier - Tổng thứ sáu
16. Montpellier - Tổng thứ bảy
17. Montpellier - Tổng thứ tám
18. Montpellier - Tổng thứ chín
19. Montpellier - Tổng thứ mười
20. Pignan
21. Sète - Tổng thứ nhất
22. Sète - Tổng thứ nhì

### Các xã
Các xã của quận Montpellier, và mã INSEE là:
| 1. Assas (34014)                     | 2. Baillargues (34022)                     | 3. Balaruc-le-Vieux (34024)                | 4. Balaruc-les-Bains (34023)       |
| 5. Beaulieu (34027)                  | 6. Boisseron (34033)                       | 7. Bouzigues (34039)                       | 8. Buzignargues (34043)            |
| 9. Campagne (34048)                  | 10. Candillargues (34050)                  | 11. Castelnau-le-Lez (34057)               | 12. Castries (34058)               |
| 13. Cazevieille (34066)              | 14. Clapiers (34077)                       | 15. Claret (34078)                         | 16. Combaillaux (34082)            |
| 17. Cournonsec (34087)               | 18. Cournonterral (34088)                  | 19. Le Crès (34090)                        | 20. Fabrègues (34095)              |
| 21. Ferrières-les-Verreries (34099)  | 22. Fontanès (34102)                       | 23. Frontignan (34108)                     | 24. Galargues (34110)              |
| 25. Garrigues (34112)                | 26. Gigean (34113)                         | 27. Grabels (34116)                        | 28. La Grande-Motte (34344)        |
| 29. Guzargues (34118)                | 30. Jacou (34120)                          | 31. Juvignac (34123)                       | 32. Lansargues (34127)             |
| 33. Lattes (34129)                   | 34. Lauret (34131)                         | 35. Lavérune (34134)                       | 36. Loupian (34143)                |
| 37. Lunel (34145)                    | 38. Lunel-Viel (34146)                     | 39. Marsillargues (34151)                  | 40. Les Matelles (34153)           |
| 41. Mauguio (34154)                  | 42. Mireval (34159)                        | 43. Montaud (34164)                        | 44. Montbazin (34165)              |
| 45. Montferrier-sur-Lez (34169)      | 46. Montpellier (34172)                    | 47. Mudaison (34176)                       | 48. Murles (34177)                 |
| 49. Murviel-lès-Montpellier (34179)  | 50. Mèze (34157)                           | 51. Palavas-les-Flots (34192)              | 52. Pignan (34202)                 |
| 53. Poussan (34213)                  | 54. Prades-le-Lez (34217)                  | 55. Pérols (34198)                         | 56. Restinclières (34227)          |
| 57. Saint-Aunès (34240)              | 58. Saint-Bauzille-de-Montmel (34242)      | 59. Saint-Brès (34244)                     | 60. Saint-Christol (34246)         |
| 61. Saint-Clément-de-Rivière (34247) | 62. Saint-Drézéry (34249)                  | 63. Saint-Geniès-des-Mourgues (34256)      | 64. Saint-Georges-d'Orques (34259) |
| 65. Saint-Gély-du-Fesc (34255)       | 66. Saint-Hilaire-de-Beauvoir (34263)      | 67. Saint-Jean-de-Cornies (34265)          | 68. Saint-Jean-de-Cuculles (34266) |
| 69. Saint-Jean-de-Védas (34270)      | 70. Saint-Just (34272)                     | 71. Saint-Mathieu-de-Tréviers (34276)      | 72. Saint-Nazaire-de-Pézan (34280) |
| 73. Saint-Sériès (34288)             | 74. Saint-Vincent-de-Barbeyrargues (34290) | 75. Sainte-Croix-de-Quintillargues (34248) | 76. Saturargues (34294)            |
| 77. Saussan (34295)                  | 78. Saussines (34296)                      | 79. Sauteyrargues (34297)                  | 80. Sussargues (34307)             |
| 81. Sète (34301)                     | 82. Teyran (34309)                         | 83. Le Triadou (34314)                     | 84. Vacquières (34318)             |
| 85. Vailhauquès (34320)              | 86. Valergues (34321)                      | 87. Valflaunès (34322)                     | 88. Vendargues (34327)             |
| 89. Vérargues (34330)                | 90. Vic-la-Gardiole (34333)                | 91. Villeneuve-lès-Maguelone (34337)       | 92. Villetelle (34340)             |
| 93. Villeveyrac (34341)              |                                            |                                            |                                    |